# (74002) 1998 FL47
(74002) 1998 FL47 – planetoida z pasa głównego asteroid okrążająca Słońce w ciągu 3,59 lat w średniej odległości 2,34 j.a. Odkryta 20 marca 1998 roku.